# Station Castlebar
Station Castlebar is een spoorwegstation in Castlebar in het Ierse graafschap Mayo. Het station ligt aan de lijn van Dublin naar Westport. Via Manulla Junction is er tevens een verbinding met Ballina.